# Адарнасе I
Адарнасе I (груз. ადარნასე; бл. 619 — 639/642) — 4-й ерісмтавар (верховний князь) Іберії в 627—639/642 роках, 1-й еріставі (князь) Кахетії в 580—639/642 роках.

## Життєпис
Походив з династії Хосровідів. Син Бакура III, царя Іберії. 580 року після смерті батька царський титул було скасовано рішенням шахіншаха Ормізда IV. Втім Адарнасе I отримав у власність Кахетію, ставши там еріставі. Ймовірно протягом панування зберігав вірність Сасанідській Персії. Але небажання перейти до монофізитства на вимогу шахіншаха Хосрова II спричинило 614 року еміграцію Адарнасе до Візантії. Втім вже 616 року за підтримки візантійців зумів повернути собі владу в Кахетії.
Напочатку 620-х років під впливом успіхів візантійського імператора Іраклія I та постійними набігами хозарів, союзників візантійців, Адарнасе I переходить на бік імператора. Ймовірно у 626—627 році брав участь в облозі Тбілісі, столиці Іберійського князівства. Після повалення і страти ерісмтавара Стефаноза I отримав владу над Іберією та візантійський титул патрикій. Невдовзі Адарнасе I зробив свого сина Стефаноза співкнязем Кахетії.
637 року після поразки перського війська у битві при Кадісії від арабів разом з Джеванширом, верховним князем Кавказької Албанії, і Грагатом I, князем Сюні, до 639 року вів боротьбу проти перських марзпанів.
Водночас остаточно обрав підтримку православ'я в Іберії, що спричинило розкол між іберійський католікосатом і Вірменською церквою. За його панування було завершено спорудження храму Джварі.
Останні письмові відомості про нього відносять до 637 року, втім помер між 639 і 642 роками. Йому спадкував син Стефаноз II.